# Wobbe Alkema
Wobbe Hendrik Alkema (Nieuw-Buinen, 11 februari 1900 – Kampen, 30 januari 1984) was een Nederlands kunstenaar.
In 1913 verhuisde het gezin Alkema naar Groningen. Alkema werd leerlingmeubelmaker en volgde lessen in lijn- en technisch tekenen aan de Avondvaktekenschool. In 1919 schreef hij zich in voor zomerlessen bij de Academie Minerva. Hij kreeg ook tekenlessen van de beeldhouwer Willem Valk. Al spoedig zag hij ervan af meubelmaker te worden. Hij voorzag aanvankelijk in zijn inkomen als tekenaar bij respectievelijk een glasfirma en een steenhouwer.
In 1922 richtte hij samen met Jan van der Zee en Johann Faber het reclamebureau Atelier Voor Artistieke Reclame (AVAR) op. Gedrieën huurden ze atelierruimte aan de Noorderstationsstraat.

## Biografie

### Alkema en De Ploeg
In 1924 werd Alkema lid van De Ploeg (Van der Zee en Faber waren al eerder lid geworden). Als principieel geheelonthouder speelde hij overigens in het verenigingsleven van De Ploeg geen opvallende rol. Alleen in 1925 nam hij een keer deel aan de Ploegexpositie.
Al vanaf 1920 maakte Alkema sterk gestileerde tekeningen. Geleidelijk ontwikkelde hij een geometrisch-abstracte stijl van werken waarin cirkel, driehoek en rechthoek bepalende vormelementen werden. In de lokale pers had men moeite met dit constructivisme. Het werd betiteld als 'blokjesfantasieën' of 'blokjesgrappenmakerijen'. In 1924 bracht Alkema een bezoek aan Antwerpen, waar hij onder anderen Jozef Peeters en Felix de Boeck bezocht. Beiden waren betrokken bij het Belgische kunsttijdschrift Het Overzicht, dat constructivistisch georiënteerd was. De Boeck kan worden beschouwd als een van de belangrijkste grondleggers van de abstracte schilderkunst in België. Alkema’s contacten in België waren vooral van belang voor de bevestiging van zijn eigen kunstenaarschap; van artistieke beïnvloeding is nauwelijks sprake (Hofsteenge, 1993, 73). In het maandschrift De Driehoek, de opvolger van Het Overzicht verscheen in 1925 en 1926 werk van Alkema. Er waren ook contacten met Bart van der Leck en Gerrit Rietveld, maar de leden van De Stijl waren hem te theoretisch.
In 1925 verliet Alkema 'De Ploeg'. In 1926 wilde hij weer lid worden, maar zijn verzoek werd in de ledenvergadering verworpen. Een mogelijke reden is dat men het niet zinvol achtte één constructivist in de kring te hebben, omdat het werk van Jan van der Zee, ook constructivist tot dan toe, van stijl veranderde.

### Stilstand
Het werk van Alkema rond 1930 toont de invloeden van Wassily Kandinsky. Hij was een bewonderaar van diens werk. In 1932 of 1933 stopt evenwel de artistieke productie van Alkema. Gedwongen door de economische recessie had hij zijn baan als bouwkundig tekenaar bij het architectenbureau Van Linge moeten opgeven. Hij voorzag in de jaren daarna in zijn levensonderhoud door het uitvoeren van kleine opdrachten zoals tekenwerk voor een cliché-fabriek, kleine verbouwingen, of door te functioneren als opzichter bij restauratiewerkzaamheden. Tussen 1933 en 1935 beheerde hij samen met zijn vrouw Dora Bittkow een jeugdherberg op het landgoed Oosterbroek bij Eelde. In 1939 werd zijn zoon Evert Alkema geboren, die later hoogleraar rechten aan de Rijksuniversiteit Groningen en de Universiteit Leiden zou worden. In 1941 kreeg hij de dagelijkse leiding van de restauratie van de romaanse kerk te Anloo. Alkema verhuisde met zijn gezin naar Assen.
Tussen 1930 en 1940 had hij reizen naar Duitsland gemaakt waarna hij somber gestemd door de ontwikkelingen daar weer terugkwam. Hij was zo gegrepen door de vijandige houding tegenover de moderne kunst in Duitsland (Entartete Kunst), dat hij veel van zijn eigen werk vernietigde (Van Garrel, 1984). Het duurde tot 1947 voor hij weer aan het schilderen ging.

### Naoorlogse herleving
In 1948 verhuisde Alkema andermaal naar Groningen. Het werk dat in de jaren 50 ontstond, vertoont trekken van het surrealisme. In 1951 werd hij weer lid van De Ploeg, maar sloot zich kort daarna toch aan bij Het Narrenschip, de kunstenaarsgroep die in 1950 door Ekke Kleima, Jan Jordens en Jan van der Zee was opgericht.
In 1958 verhuisde hij naar Kampen, waar hij betrokken was bij de restauratie van de Nicolaaskerk. Hij kon weer beschikken over een eigen atelier. De schilderijen die hier ontstonden, vertonen een grote variatie in vormgebruik. Er ontstonden thematische groepen schilderijen (Hofsteenge, 1993, 75). De belangstelling voor zijn werk groeide, mede door de komst van Jos de Gruyter als directeur van het Groninger Museum. In 1960 kreeg Alkema in dit museum zijn eerste eenmanstentoonstelling. Ondanks de groeiende belangstelling verkocht Alkema maar zelden iets van zijn werk. De schilderijen waren te veel een deel van zijn leven geworden om er afstand van te kunnen doen.
De verhuizing naar Kampen verhinderde niet dat hij betrokken bleef bij het wel en wee van De Ploeg. Hij hielp Ad Petersen bij het verzamelen van gegevens voor diens doctoraalscriptie over De Ploeg, die in 1957 gereed kwam. Deze scriptie, later uitgegeven door BZZTôH vormde het begin van een reeks van publicaties, waarmee De Ploeg als kunstkring steeds beter gedocumenteerd raakte.
Wobbe Alkema overleed op 83-jarige leeftijd.

## Werken
- Compositie III, 1924
- Compositie VII, 1926

## Tentoonstellingen (selectie)
- Het vroege werk van Wobbe Alkema, van 27 oktober t/m 10 december 1978 in het Stedelijk Museum in Amsterdam
- Wobbe Alkema, van 23 december 1978 t/m 18 februari 1979 in het Gemeentemuseum Den Haag in Den Haag
- Wobbe Alkema Het absolute, het heldere, van 15 maart t/m 14 juni 2009 in het Groninger Museum in Groningen